# Rosa 'Wife of Bath'
'Wife of Bath' ('AUSbath' es el nombre de la obtención registrada), es un cultivar de rosa que fue conseguido en Reino Unido en 1969 por el rosalista británico David Austin.

## Descripción
'Wife of Bath' es una rosa moderna cultivar del grupo « English Rose Collection ».
El cultivar procede del cruce de Semillas 'Madame Caroline Testout' (Híbrido de  té, Pernet-Ducher, 1890) y Polen : 'Ma Perkins' x 'Constance Spry' ®.
Las formas arbustivas del cultivar tienen porte erguido que alcanza más de 120 cm de alto con 90 cm de ancho. Las hojas son de color verde oscuro mate de tamaño medio, follaje coriáceo.
Sus delicadas flores de color rosa profundo, con rubor en el reverso de los pétalos, rubor en pétalos exteriores. Fragancia fuerte de mirra. Flor con hasta 55 pétalos. El diámetro medio de 4". Rosa de pequeña a mediana, muy completa (41 + pétalos), en pequeños grupos, en forma de copa, forma de la flor pasada de moda racimo de flores.
Florece de una forma prolífica, floración en oleadas a lo largo de la temporada.

## Origen
El cultivar fue desarrollado en Reino Unido por el prolífico rosalista británico David Austin en 1969. 'Wife of Bath' es una rosa híbrida con ascendentes parentales de cruce de Semillas 'Madame Caroline Testout' (Híbrido de  té, Pernet-Ducher, 1890) y Polen : 'Ma Perkins' x 'Constance Spry' ®.
El obtentor fue registrado bajo el nombre cultivar de 'AUSbath' por David Austin en 1969 y se le dio el nombre comercial de exhibición 'The Wife of Bath'™.
También se le reconoce por los sinónimos de 'AUSbath' y 'The Wife of Bath'.

## Cultivo
Aunque las plantas están generalmente libres de enfermedades, es posible que sufran de punto negro en climas más húmedos o en situaciones donde la circulación de aire es limitada. Se desarrollan mejor a pleno sol. En América del Norte son capaces de ser cultivadas en USDA Hardiness Zones 6b a 10b. La resistencia y la popularidad de la variedad han visto generalizado su uso en cultivos en todo el mundo.
Puede ser utilizado para las flores cortadas, jardín o portador guía. Vigorosa. En la poda de primavera es conveniente retirar las cañas viejas y madera muerta o enferma y recortar cañas que se cruzan. En climas más cálidos, recortar las cañas que quedan en alrededor de un tercio. En las zonas más frías, probablemente hay que podar un poco más que eso. Requiere protección contra la congelación de las heladas invernales.

## Obtencionesyvariedadesderivadas

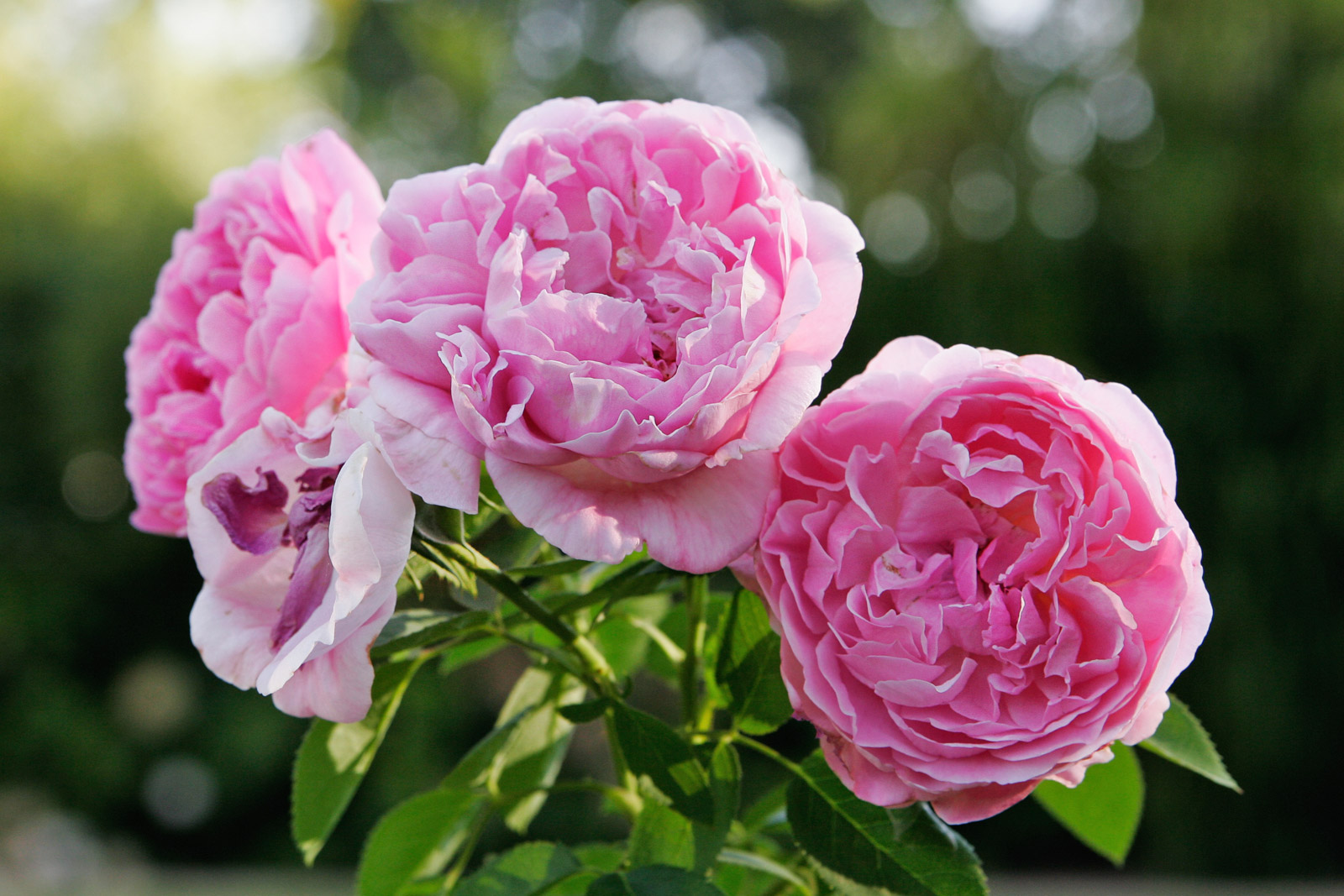
'Mary Rose', Austin 1983 obtenida del cruce de Wife of Bath' x 'The Miller'.
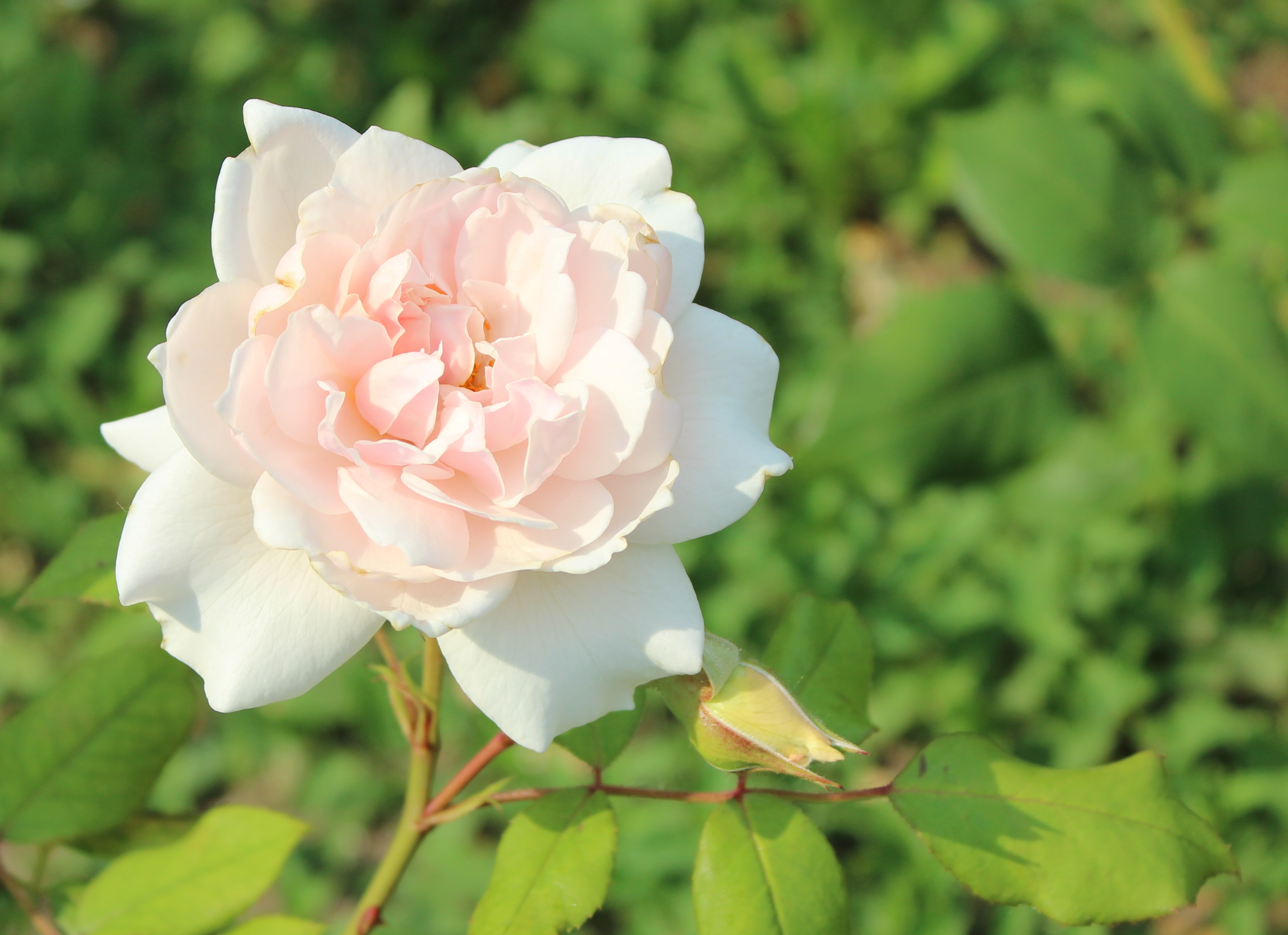
Rosa 'Dove', Austin 1984 obtenida del cruce de Wife of Bath' x planta de semillero de 'Iceberg' en el Rosarium Wettsteinpark en Viena.
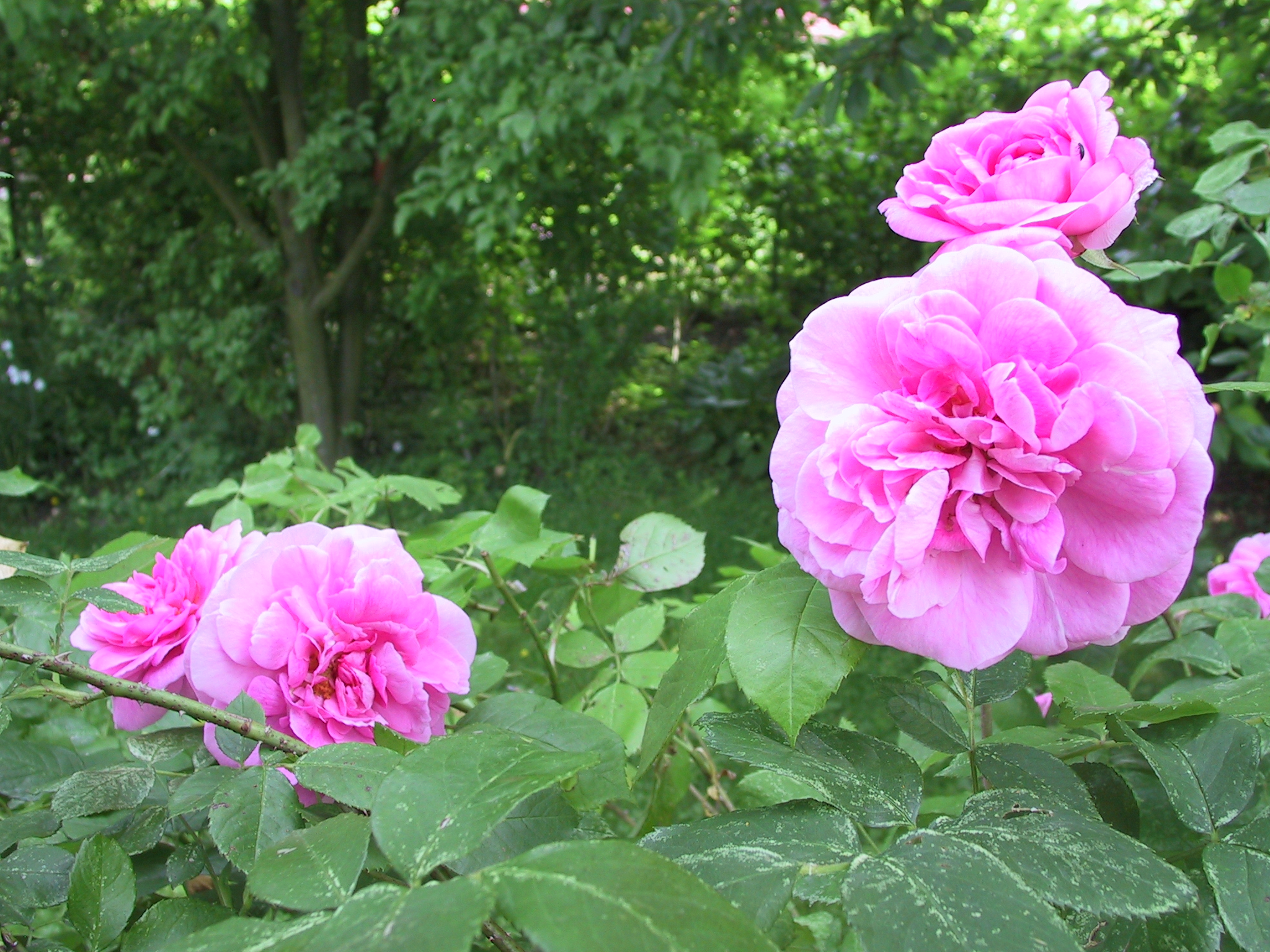
Rosa 'Gertrude Jekyll', Austin 1986 obtenida del cruce de Wife of Bath' x planta de semillero de 'Comte de Chambord'.
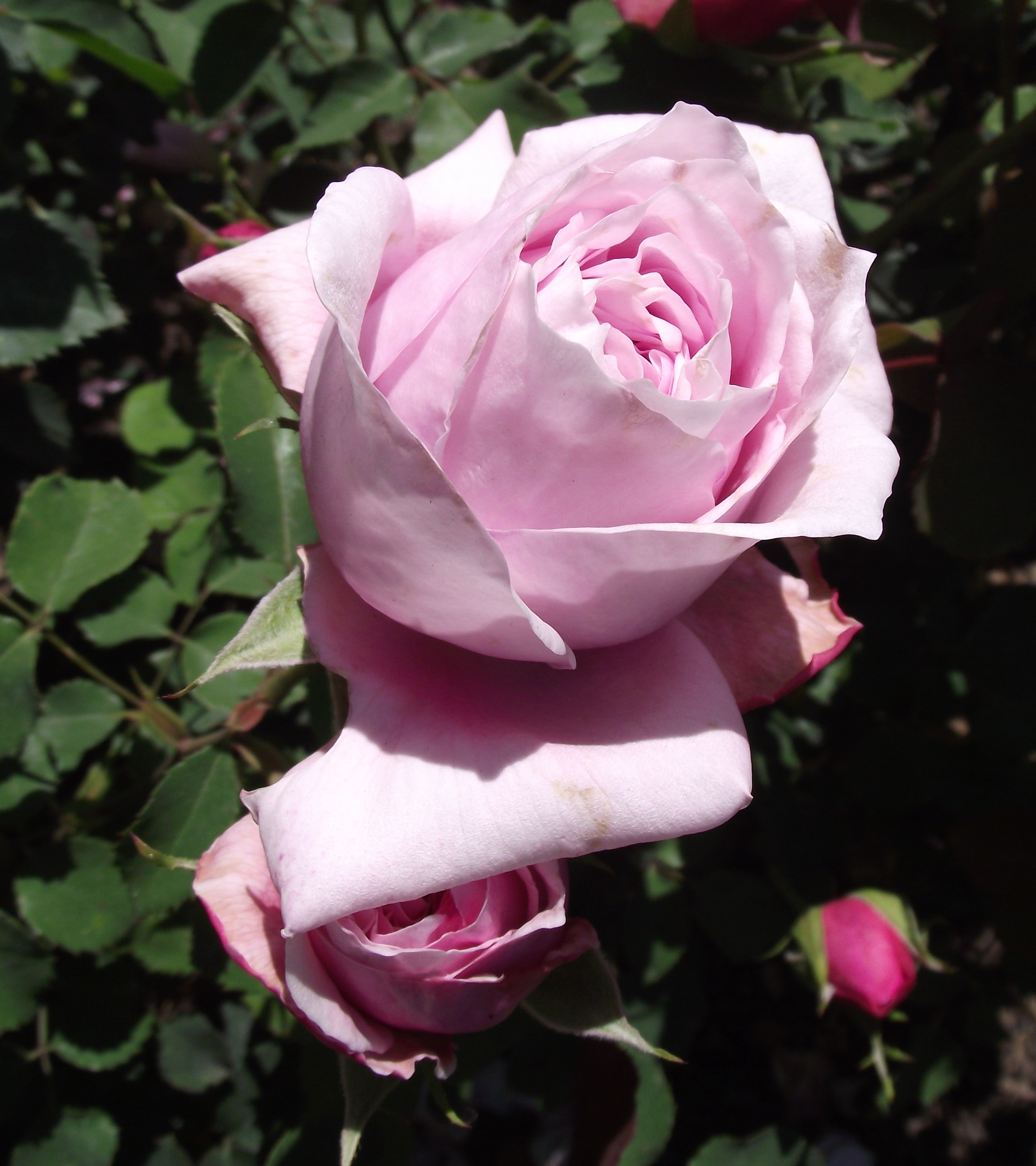
Rosa 'Pretty Jessica', Austin 1983 obtenida del cruce de Wife of Bath' x planta de semillero. En el Arboreto del condado de Los Angeles, Arcadia, California.
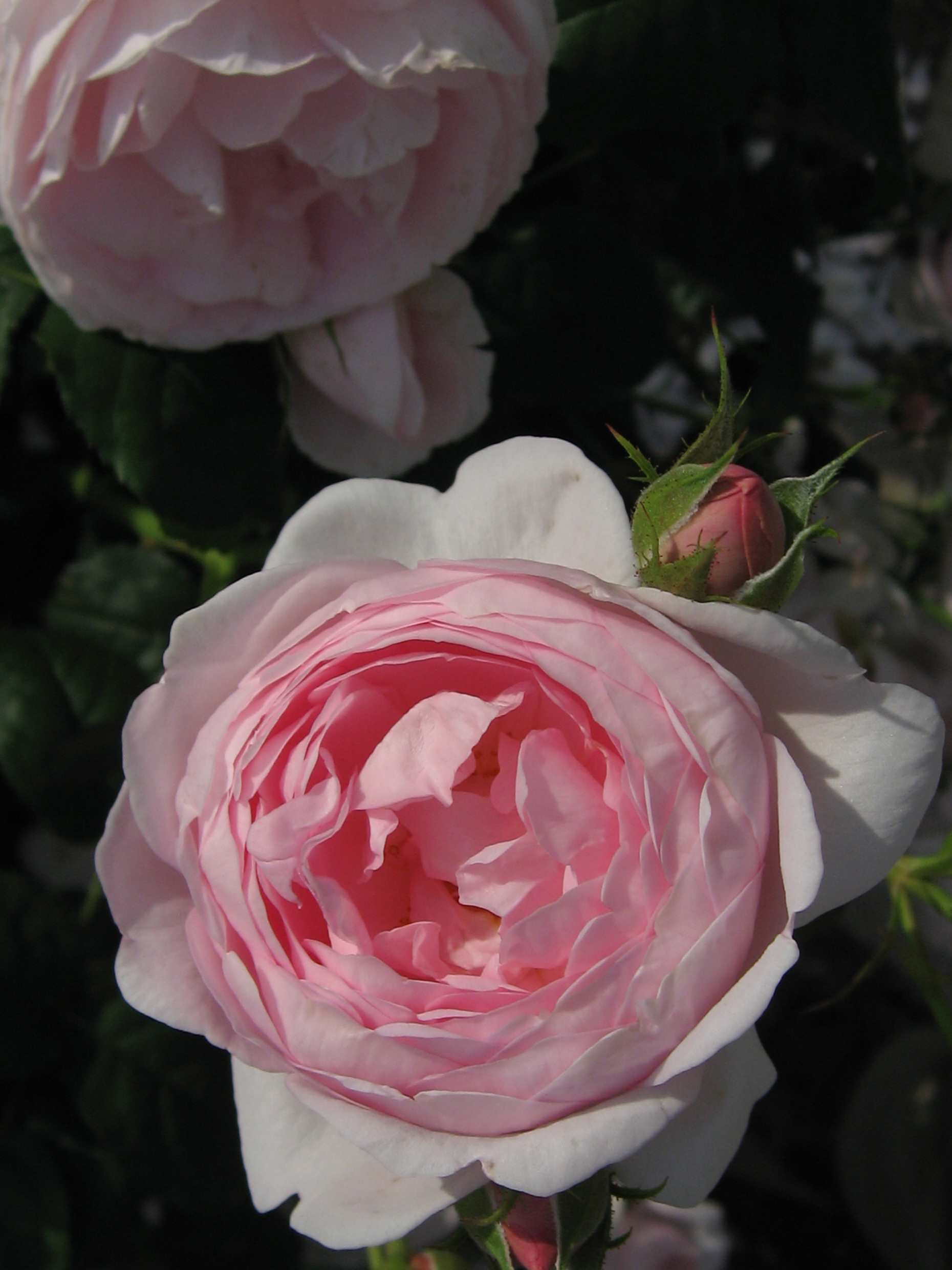
Rosa 'Scepter'd Isle', Austin 1989 obtenida del cruce de Wife of Bath' x 'Heritage'.
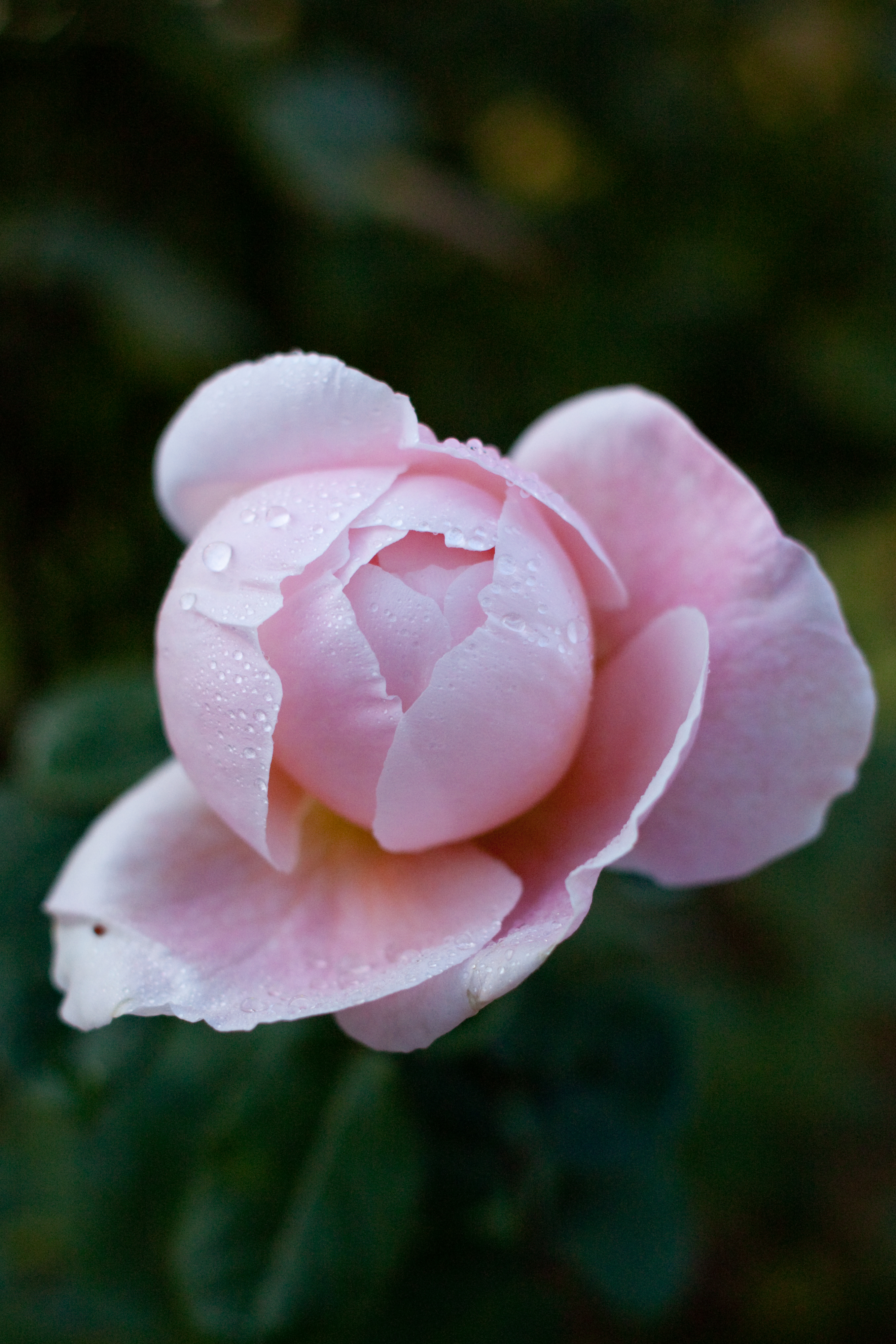
Rosa 'St. Cecelia', Austin 1987 obtenida del cruce de Wife of Bath' x planta de semillero.